# 波廖維赫里尼夫齊
49°35′34″N 26°45′51″E / 49.59278°N 26.76417°E
波廖維赫里尼夫齊（羅馬化：Poliovi Hrynivtsi）是位於烏克蘭西部的村莊，由赫梅利尼茨基州裡赫梅利尼茨基區的黑奧斯特里夫市鎮負責管轄。該村處於布佐克河右岸，面積1.3平方公里，海拔高度293米，2001年人口320。